# Mpemzok II
Mpemzok II est un village du Cameroun. Il se situe dans la région de l'Est et dans le département du Haut Nyong. Mpemzok II fait partie de la commune de Abong-Mbang.

## Population
Lors du recensement de 2005, on dénombrait 215 habitants à Mpemzok II, dont 112 hommes et 103 femmes.